# Rise of Nations: Thrones and Patriots
Rise of Nations: Thrones and Patriots é o pacote de expansão oficial do videogame em tempo real Rise of Nations. O jogo é o segundo da série Rise of Nations da Big Huge Games. Thrones and Patriots foi lançado para o Microsoft Windows em 27 de Abril de 2004 nos Estados Unidos, e no Japão em 10 de Junho do mesmo ano. Foi portabilizado e lançado para Mac OS X em Novembro de 2004.

## Campanhas
Diferentemente do jogo original, onde a única opção de jogo é o formato mundial, em que todas as civilizações iniciam na Idade Antiga e evoluem rumo à Idade da Informação em busca da dominção mundial, em Thrones and Patriots, o jogador tem quatro cenários distintos para escolher: Alexandre, o Grande; Conquista da América; Guerras napoleônicas e Guerra Fria.

### Alexandre, o Grande
Toda a campanha gira em torno das conquistas de Alexandre da Macedônia, sendo o jogo restrito à Idade Clássica. Embora o jogador possa optar por quais sistemas de governo preferir (entre os disponíveis), o Patriota fixo é sempre Alexandre. Caso ele seja morto em combate, uma mensagem informando que ele se feriu e precisou ser retirado de combate aparecerá e o jogador ficará sem um Patriota.
Existe a possibilidade de se seguir os passos do famoso conquistador, lutando-se as batalhas na ordem em que ele o fez, ou de se traçar uma estratégia própria, independente da dele.
Além da Macedônia, controlada pelo jogador, estão presentes Roma, Egito, Pérsia e Índia, além de povos rebeldes representando, sobretudo, gregos e trácios.
Os generais de Alexandre, como Ptolomeu, Parmênio e Clito são representados por cartas que podem ser lançadas no mapa estratégico, concedendo bônus ou, no mapa tático, transformando-se em um General especial, com atributos diferenciados.

### Conquista da América
Esta é a campanha mais aberta e com maiores opções de civilização para o jogador, que pode optar por Astecas, Maias, Incas, Lakotas e Iroqueses entre as civilizações indígenas, ou entre Portugal, Espanha, França, Holanda, Inglaterra e Estados Unidos entre as civilizações europeias.
Os Estados Unidos são uma civilização diferente, que iniciam como colonos dos ingleses, libertando-se deles posteriormente.
As civilizações nativas têm por objetivo derrotar todas as civilizações europeias e conquistar um dado número de territórios, as civilizações europeias têm o objetivo inverso e os EUA tem seus objetivos próprios.
A campanha se inicia na Idade da Pólvora, onde as civilizações nativas não têm acesso a unidades de pólvora e as civilizações europeias têm seu limite populacional reduzido para 150. Quando o jogo avança para a Idade do Iluminismo, as potencialidades de todas as civilizações se igualam.

### Guerras napoleônicas
Tal e qual a campanha de Alexandre, nesta também o Patriota é fixo, sendo obrigatoriamente Napoleão Bonaparte. Ele funciona da mesma forma que Alexandre em sua campanha, sendo também ferido em combate, caso venha a perecer.
Da mesma forma que na campanha de Alexandre, aqui o jogador também pode seguir os passos de Napoleão ou traçar sua própria estratégia de conquistas. Contudo, no início do jogo, Napoleão é apenas um general francês a serviço do Diretório, sendo assim, está limitado em sua liberdade de ação.
Depois de um certo número de conquistas, Napoleão torna-se imperador, o que dá ao jogador pleno controle sobre suas decisões no jogo.
Ao contrário de todas as outras campanhas de Rise of Nations, nesta, a partir do momento em que Napoleão se torna imperador, o jogador não pode mais perder batalhas. Caso isso aconteça, Napoleão será aprisionado, suas conquistas serão revertidas e, depois, ele voltará a governar a França no famoso governo dos cem dias. Caso isso ocorra, haverá um tempo muito limitado para que Napoleão derrote seus principais inimigos e, caso perca outra batalha, o jogo terminará em derrota para o jogador.
As principais inovações desta campanha em específico ficam por conta das opções diplomáticas. O jogador conta com colônias ultramarinas, que são possessões que não constam do mapa, mas que concedem rendimentos todo turno e com as quais ele pode negociar com outras nações. Além disso, extrapolando a possibilidade de alianças, existe a figura do Estado Vassalo, que ocorre quando uma nação se enfraquece demais e, para não ser exterminada, acaba renunciando à sua liberdade em troca de contribuir com o projeto de conquistas da nação da qual se tornou vassala.
Nesta campanha, as tecnologias estão fixadas na Idade do Iluminismo e os generais de Napoleão têm as mesmas funcionalidades dos generais de Alexandre em sua campanha.

### Guerra Fria
Nesta campanha, que se inicia por volta de 1950, o jogador tem a possibilidade de escolher entre EUA e URSS. Cada qual começa com uma quantidade pré-definida de territórios e com um grupo de aliados, respectivamente as forças da OTAN e do Pacto de Varsóvia.
Todos os demais países são considerados neutros e o jogo se centra na disputa por seu controle indireto, não sendo possíveis conquistas de tais territórios. Os únicos territórios que podem ser efetivamente conquistados são aqueles ocupados efetivamente pelas potências beligerantes ou por seus aliados. No entanto, tal e qual ocorria no conflito real, embates diretos entre forças de EUA e URSS não são recomendáveis, já que ambas as potências possuem ogivas nucleares e que confrontos diretos aumentam a chance de que as mesmas venham a ser utilizadas.
As ogivas nucleares são desabilitadas dos mapas táticos, ficando restritas ao mapa estratégico. O jogador dispõe de um controle de lançamentos, o qual podem utilizar a qualquer tempo. Contudo, lançamentos nucleares são sempre monitorados e, caso sejam realizados, receberão a reciprocidade do lado oposto.
Existem duas formas de se capturar um país neutro: através do financiamento ou através da invasão. A primeira opção funcionará melhor com países mais alinhados ideologicamente com o lado em questão, já a segunda sempre funcionará, mas implicará combates que nem sempre serão fáceis.
Há duas possibilidades de vitória: hegemonia militar ou supremacia industrial. A primeira implica um confronto direto entre as potências, o que ocasionará necessariamente uma guerra nuclear, que terminará com o extermínio de um dos lados. Já a segunda forma de vitória se dará quando, num dado momento, a produção industrial de um dos lados se tornar o dobro da do lado oposto, ou quando, findos os turno previstos para o jogo, um dos lados tiver uma produção maior.
Independentemente do lado que se escolha para jogar, o outro sempre começará com uma produção industrial superior, o que obrigará o jogador a "correr atrás do prejuízo" em relação ao seu oponente. A produção industrial se dá através do tamanho das regiões diretamente dominadas, bem como daquelas de seus aliados (OTAN ou Pacto de Varsóvia). Esse tamanho varia de 1 a 8, sendo que cada número produz, por turno, 10 unidades industriais, sendo assim, se o total dos valores de seus territórios e dos territórios de seus aliados for 30, sua produção industrial será de 300 por turno. Pode-se investir a produção industrial na compra de cartas, na negociação para a obtenção de aliança com nações neutras, no desenvolvimento de regiões ou na compra de armas nucleares, sendo que o investimento de tais capitais é central para a estratégia do jogo.
Os cenários das invasões a países neutros procura se manter fiel aos acontecimentos da Guerra Fria, com a Guerra do Vietnã sendo um conflito de guerrilha florestal e a Invasão do Afeganistão sendo um difícil trabalho de luta contra os Mujahideen nas montanhas, por exemplo.

## Inovações
Além de algumas unidades e civilizações novas, a grande inovação de Thrones and Patriots é a inclusão de governantes (os Patriotas do título) e de sistemas de governo.
Os governantes são semelhantes aos Generais já existentes no jogo original, com a diferença de que fornecem bônus específicos de acordo com o sistema de governo adotado pela civilização a que governam. Nas campanhas, em geral, o sistema de governo é pré-fixado. Assim sendo, o Patriota também acaba sendo pré-definido, mas no jogo livre, o jogador tem a possibilidade de alterar seu sistema de governo a qualquer tempo e, com ele, o Patriota.
Os sistemas de governo são alterados a partir do Senado, um novo edifício, que só pode estar presente na capital de cada cenário. Há três duplas de sistemas de governo, dependendo da Era em que se está jogando e, para cada sistema, o Patriota adquire um nome diferente:
- Primeira dupla:

Despotismo e República - diponíveis desde o começo do jogo
- Segunda dupla:

Monarquia e Democracia - disponíveis a partir da Idade da Pólvora
- Terceira dupla:

Comunismo e Capitalismo - disponíveis a partir da Idade Industrial